# Скриптни језик
Скриптни језик је програмски језик чији се код најчешће извршава интерпретирањем. Поред тога, скриптни језици се користе најчешће за писање мањих програма (скрипти) који се брзо пишу и служе за обављање мањих послова. Скриптни језици су постали популарни и у веб програмирању, због своје преносивости и једноставности у писању — у њима најчешће не постоје напредне могућности које имају други програмски језици, попут показивача, директног приступа меморији, системских функција итд.

## Најпознатији скрипт језици
Најпознатији скриптни језици су Јаваскрипт и PHP, који су намењени развоју веб страна, као и ActionScript који се користи у апликацијама написаним у Флешу. Поред ових, постоји још неколико категорија скриптних језика, од којих су најчешћи они за аутоматску контролу послова на оперативним системима, тј. скрипте љуске, које у ствари представљају скуп команди дотичног оперативног система које се аутоматски извршавају једна за другом и основне контролне структуре за гранање и понављање. Такве скрипте значајно штеде време јер се на тај начин често коришћени скупови команди могу обављати одједном, уместо да их корисник куца сваки пут поново, али се могу подесити и да се саме извршавају периодично, већ у зависности од одговарајућег оперативног система.

## Серверске и клијентске скрипте
Од скриптних језика који се користе за писање програма који се извршавају на веб-серверима, такође су познати и Пајтон (питон, енгл. Python), Перл, ASP, Ruby on Rails. Као и PHP, они се извршавају на веб-серверу, па се зато и називају серверске скрипте, што их разликује од такозваних клијентских скрипти које се извршавају на клијенту (у случају веб страна то је браузер). Поред Јаваскрипта, познате клијентске скрипте су и Џејскрипт, VBScript. Серверска скрипта се интерпретира и извршава пре него што се садржај веб стране пошаље браузеру, а клијентске скрипте се извршавају тек у самом браузеру, када се прими садржај послат са сервера.

## Специјализовани скриптни језици
Многи произвођачи софтвера, због лакшег надограђивања својих програма, стварају своје скриптне језике које корисници могу лако да разумеју и користе, те да сами пишу своје скрипте чиме могу значајно да се унапреде и прошире могућности програма, али и прилагоде својим потребама. Такве скрипте се често називају и додаци, или екстензије, а у неким програмима и макрои (попут нпр. Microsoft Officeа).